# St. Nicolaus (Hamburg-Alsterdorf)
Koordinaten: 53° 36′ 46,8″ N, 10° 1′ 18,8″ O

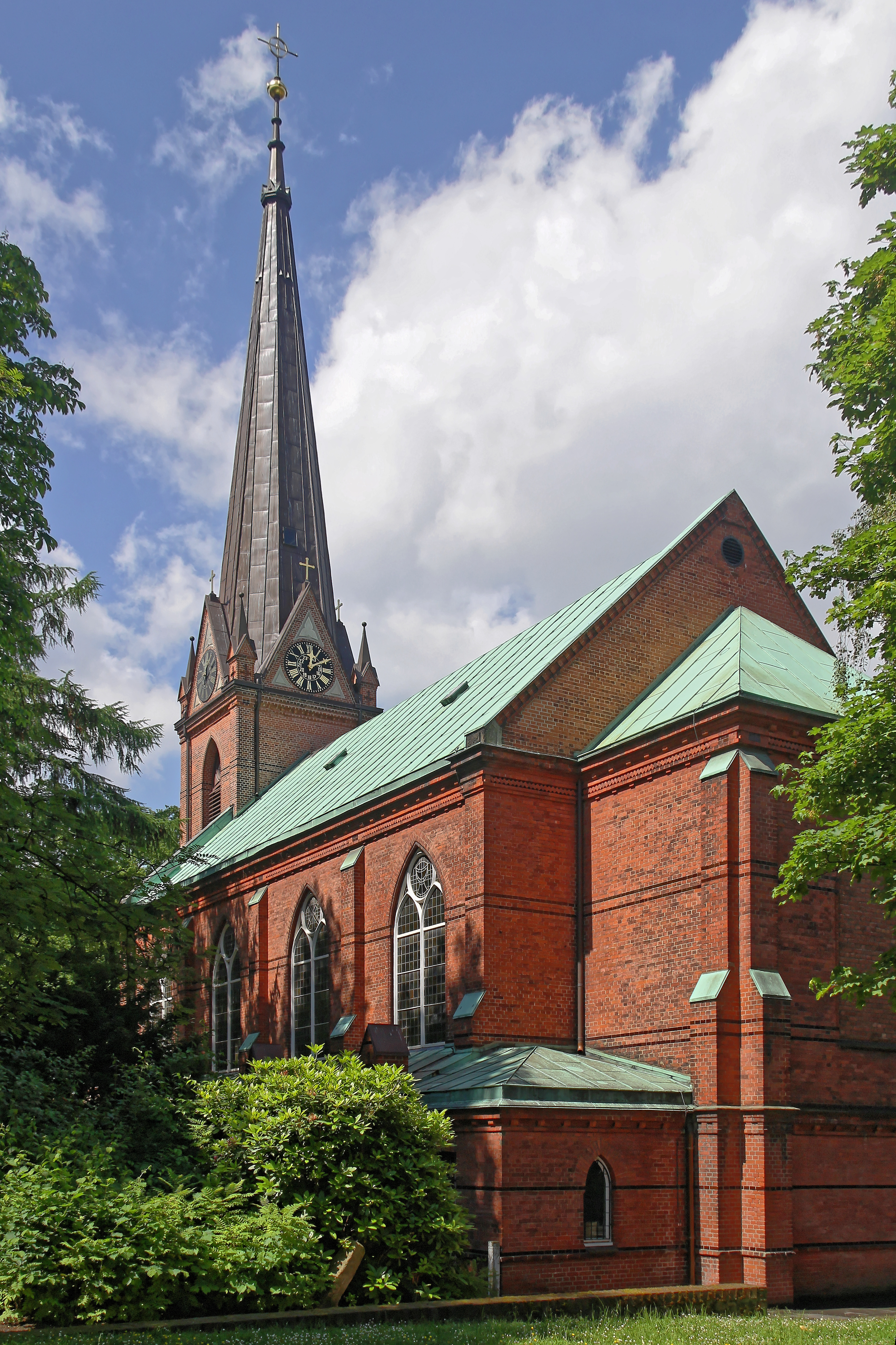
Außenansicht von Osten (2014)

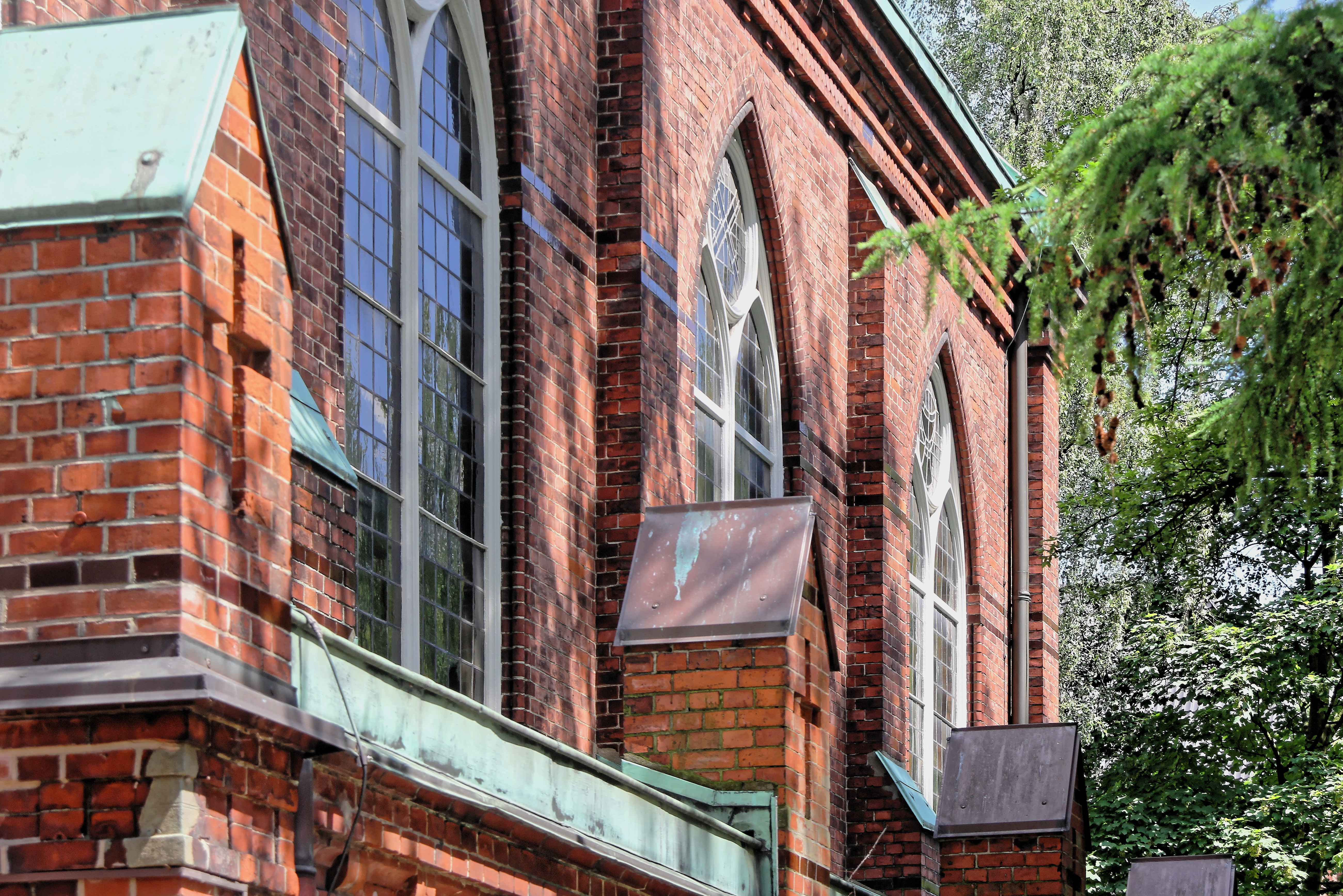
Fenster der Südwand

Die evangelisch-lutherische Kirche St. Nicolaus im Hamburger Stadtteil Alsterdorf liegt auf dem Gelände der Evangelischen Stiftung Alsterdorf direkt an der Sengelmannstraße.

## Kirchenbau
Die Kirche St. Nicolaus hat eine wechselvolle Geschichte als Anstaltskirche der von Pastor Heinrich Sengelmann gegründeten Alsterdorfer Anstalten. Noch zu Lebzeiten von Sengelmann wurde sie 1889 im neogotischen Stil durch den Architekten Gustav Otte erbaut. (Vorausgegangen war ein Dreier-Wettbewerb unter anderem mit Julius Faulwasser). Sie ist eines der letzten noch erhaltenen historischen Gebäude der damaligen Alsterdorfer Anstalten. Der Grundriss und eine Querschnittszeichnung wurden bereits 1890 in Hamburg und seine Bauten, Band 1 abgebildet. Die gesamte Länge der Kirche beträgt etwa 31 Meter und die Breite etwa 16,5 Meter.
Zeitweise war sie die Kirche der ehemaligen Evangelisch-Lutherischen Kirche im Hamburgischen Staate und der nachfolgenden Nordelbischen Kirche für den Stadtteil Alsterdorf.

Vor der Umgestaltung 1938
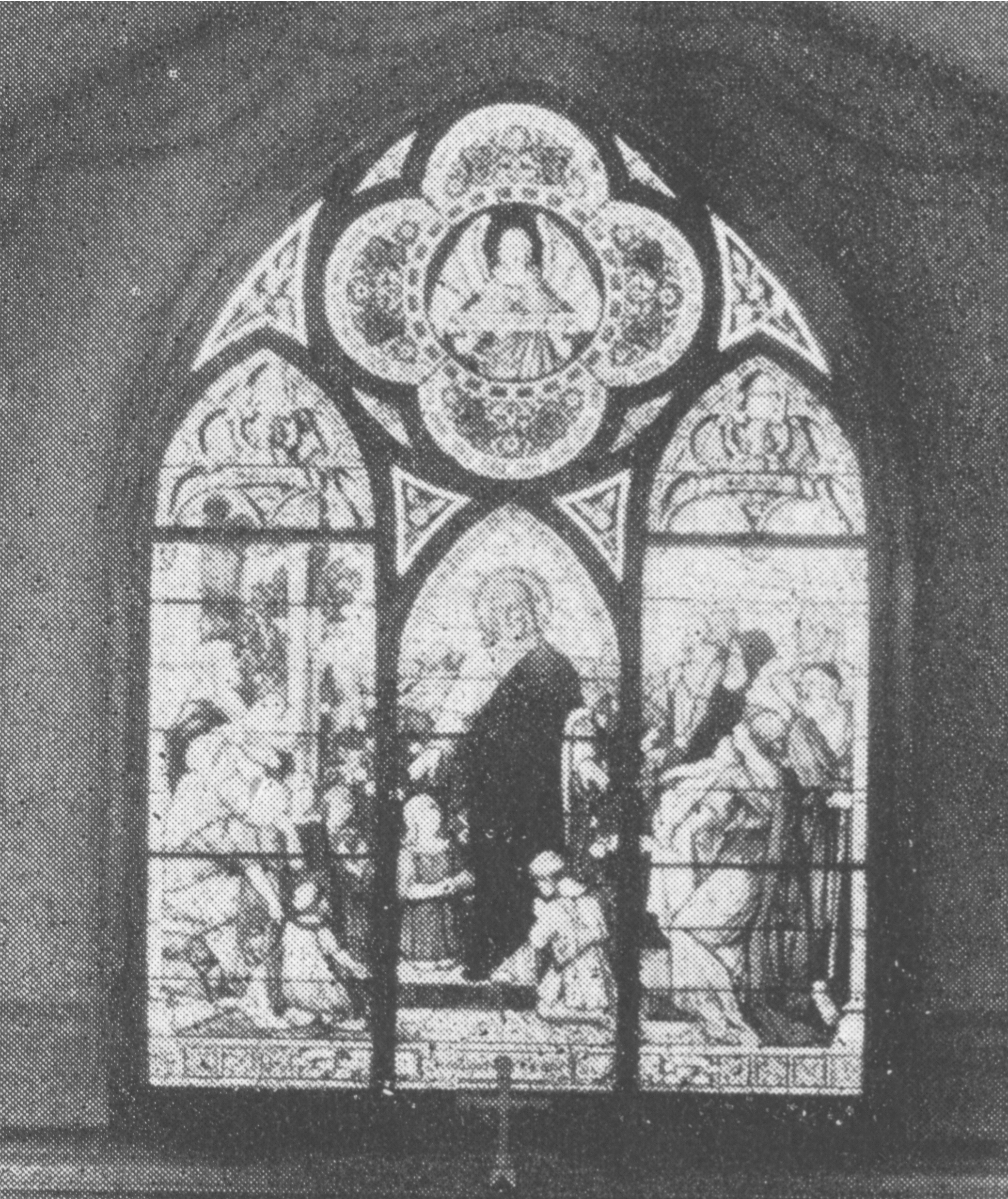
Fensterausschnitt

Vom Inneren der Kirche gibt es zwei Fotoaufnahmen aus den ersten 75 Jahren: Das Foto aus der Zeit vor 1908 zeigt den Kirchenraum mit einer aus Rankengirlanden und einigen Text-Kartuschen gestalteten Jugendstil-Ausmalung. Ein jüngeres Bild, das nach dem Ersten Weltkrieg aufgenommen worden sein muss, weil links neben dem Altarraum bereits eine ‚Ehren-Tafel‘ für die Gefallenen angebracht war, lässt etwas deutlicher das zentrale Glasfenster über dem Altar erkennen, aus dem auch der abgebildete Foto-Ausschnitt entnommen ist. Dieses wurde nach Entwürfen des jungen Künstlers Melchior Lechter vorgenommen.

## Renovierung 1938
Bei der Renovierung, die zum 75-jährigen Jubiläum von den Architekten Hopp und Jäger vorgenommen wurde, sind mit einer Erneuerung der Orgel und Empore, der Seitenfenster sowie Entfernung des darunter umlaufenden Sockels – und stattdessen Ausmalung mit einem schlichten weißen Farbanstrich – auch eine Erneuerung der Gefallenen-Ehrung im umgestalteten Vorraum, der Kanzel, des Taufständers sowie des Altars von ihnen durchgeführt worden.

## Innenausstattung

### Altarraum-Wandbild
Im Altarraum wurde das defekte Altarraumfensters entfernt und die Ostwand geschlossen. Der damalige theologische Direktor malte ein großflächiges Wandbild mit einem Kruzifix, auf dem Christus als arischen Muskelmann dargestellt wurde. Von den zwölf Figuren unter dem Kreuz, unter anderem Maria, Lutter und der Direktor, tragen bis auf drei ganz unprotestantisch einen Heiligenschein.
In einer nur unvollkommen erhaltenen Entwurfszeichnung – betitelt mit „Umgestaltung Innenraum Vorschlag 2 Hamburg den 18. III. 1936 Arch. H. Distel / A. Grubitz“ war bereits zuvor an dieser Stelle eine großflächige Kreuzes-Darstellung angedacht worden. Vermutlich wegen eines Flugzeugabsturzes und anderweitigem Finanz- und Baubedarf wurde jedoch dieses Vorhaben noch nicht realisiert, sondern erst mit der o. g. Renovierung. Dieses Wandbild hat – insbesondere in den Jahren nach 1987 – Kontroversen hervorgerufen, so dass sich seitdem verschiedene Interpretationen gegenüber stehen.
Außer der zentralen Darstellung des Gekreuzigten lässt das Foto von 1938 die formale Gestaltung mehrerer Figurengruppen erkennen:
„a. Im oberen Umfeld zum Kreuz ist ganz oben die erwähnte Geist-Taube auszumachen sowie die die himmlische Welt repräsentierenden Engelgestalten – je zwei zur linken und zwei zur rechten Seite; durch die Farbgebung sind sie als ‘Hintergrund‘ weniger hervorgehoben;
b. im darunter sichtbaren Umfeld des ‘Vordergrundes‘ ist rechts vom Kreuz eine Gruppe von fünf Personen um die – für Alsterdorfer mit Sicherheit auf Grund der fast fotografischen Darstellung – erkennbare Figur des Anstaltsgründers H. Sengelmann positioniert;
c. eine weitere Gruppe im ‘Vordergrund‘, die dicht von der linken Seite des Kreuzes an – in einem sich etwas entfernenden und gebogenen Winkel bis unterhalb des Kreuzes – zusammensteht, umfasst acht Personen; davon ist ebenfalls durch die Nutzung einer Bildvorlage im äußersten, linken Winkel-Eckpunkt Martin Luther als Mönch mit Tonsur deutlich auszumachen;
d. in Verlängerung der Schenkel des ‘unteren Winkelteils‘ der acht Personen – jedoch durch einen Zwischenraum etwas abgetrennt – befinden sich im rechten Bildteil des Vordergrundes zwei weitere Personen: eine davon ist durch die Gestaltung ohne eigene Kleidung und in Zuordnung zur Begleitung deutlich als behindert dargestellt; durch die Positionierung in Bezug auf die Gruppe c) und auf der rechten Bildseite auch unterhalb der Gruppe b) entsteht eine besondere Zuordnung zu beiden.“
Deutungsprobleme bieten in den Gruppen (b) und (d) diejenigen Personen, die ohne ‘Heiligenschein‘ dargestellt sind. Dabei handelt es sich in der ‘Sengelmann-Gruppe‘ (b) um ein Kleinkind und einen halbwüchsigen Jungen an Sengelmanns Seite. Für beide lässt das Bild keinerlei Behinderung erkennen, so dass als Grund für die Darstellungsweise ‘ohne Heiligenschein‘ ein solcher gemeinsamer Hintergrund ausscheidet.
Seit 1987 wird jedoch das Gegenüber von 12 Personen ‘mit Heiligenschein‘ zu den dreien ‘ohne‘ mit Wertigkeiten der Menschen in Zusammenhang gebracht und diese drei ohne Begründung als Menschen mit Behinderung gedeutet. Da ab dieser Zeit zu Recht das an Alsterdorfer Anstalts-Bewohnern in der Kriegszeit verübte NS-Mordgeschehen der „Euthanasie“ angeprangert wurde, hat diese Interpretation eine gewisse Akzeptanz gefunden. Andererseits ist diese Interpretation zugleich mit den genannten und weiteren Problemen verbunden, denn es werden zusätzlich mehrere fragliche Dinge angenommen:
1. die Entstehung des Bildes 1938 liegt zeitlich mehrere Jahre vor den bezeugten Morden an über 600 Menschen mit Behinderungen aus Alsterdorf;
2. die Christus-Darstellung bilde einen „arischen“ Jesus (vgl. Evangelische Stiftung Alsterdorf#Wandbild des arischen Christus) und geradezu einen Muskelmann[9] ab, wie es auf der Alsterdorfer Webseite und in einigen Dokumenten heißt;
3. das Bild sei von dem damaligen Anstaltsleiter, Friedrich Lensch, hergestellt. Er habe quasi seine spätere Entscheidung zur Meldung von Personen, die zum Teil in andere Anstalten abtransportiert wurden, in der Darstellung ohne Heiligenschein (= ‚lebensunwert‘) bereits Jahre früher zum Ausdruck gebracht.[10]

Diese historischen Zuordnungen sind jedoch nach einer anderen Sicht nicht tragfähig und berücksichtigen nicht alle verfügbaren zeitgenössischen Quelleninformationen.
1. Für die Renovierung der Kirche hat Pastor Lensch ausdrücklich auf die Tätigkeit der Architekten Hopp und Jäger verwiesen. Aufgrund des Wissens über die künstlerische Ausbildung von Hopp sowie über seine Entwürfe und Ausführungen für andere Kirchen ist es wahrscheinlicher, dass die wesentlichen Elemente der Darstellung von Hopp entworfen wurden. Allerdings hat Lensch durchaus auch Details (hauptsächlich einige der Gesichtsdarstellungen) selbst gestaltet.[11] Schon allein die Herstellung von Vorlagen für einen – die große Wandfläche abdeckenden – Entwurf, der in richtigen Proportionen zur Ausführung übertragen wurde, wäre nicht von Lensch zu erwarten. Hopp dagegen hatte bereits z. B. 1924 bei der Ausmalung der Stadthalle die Deckenmalerei des Hochzeit-Saales vorgenommen. Er war gelernter Dekorationsmaler.
2. Die Vermutung, dass ein „arischer“ Jesus dargestellt sei, lässt sich durch den Vergleich mit ähnlichen Darstellungen nicht verifizieren.[12]
3. Die Erklärung der differenzierten Darstellung – mit und ohne Heiligenschein – ist nicht so zu verstehen, dass Behinderte niemals ‚mit‘ dargestellt werden könnten. Vielmehr spielt für die Zulassung zum Altar-Sakrament in damaliger Zeit die Konfirmation eine entscheidende Rolle. Die drei Personen ohne Gloriole sind solche, die nicht konfirmiert sind: ein Kleinkind, ein Junge sowie ein als stark behindert Dargestellter. Zur ‚Gemeinschaft der Heiligen‘, wie es das Glaubensbekenntnis formuliert, gehörten nach damaliger Vorstellung nur diejenigen, die am Abendmahl teilhaben – in Einung mit den Himmlischen.[13] Insofern sind im Altarbild in Gruppe (a) auch als Hintergrund vier Engelfiguren um das Kreuz sowie eine Taube darüber mit Heiligenschein abgebildet, womit sowohl der dritte Artikel des Glaubensbekenntnisses als auch die Abendmahlsliturgie ausgelegt und veranschaulicht werden. Wenn eine Unterscheidung durch das Bild ausgedrückt wird, dann ist es die Zulassung zum Abendmahl, die damals an andere Bedingungen geknüpft war, als es in den Jahrzehnten ab den 1970er Jahren der Fall war. Auch die Predigt und Auslegung des „Heiligenscheines“ 1938 durch Pastor Lensch formuliert die Wertschätzung der anvertrauten Behinderten und eine ausdrückliche Abgrenzung vom „Euthanasie“-Denken.[14] Der Text ist 1938 veröffentlicht worden, was damals durchaus als mutige Stellungnahme gegen offizielle NS-Sicht zu beurteilen ist[15] und nicht der oben geschilderten und ab 1987 verbreiteten gegenteiligen Sicht entspricht.

Die Konfirmation derjenigen Behinderten, die die entsprechende Unterrichtung aufnehmen konnten, ist in der Zeit ab 1933 regelmäßig in den „Briefen und Bildern aus Alsterdorf“ für den Sonntag Palmarum bezeugt. Ihre Zulassungsberechtigung zum Abendmahl war damit gegeben. Es ist nicht ausgeschlossen, dass einige der jüngeren Personen auf dem Altarbild mit Heiligenschein solche konfirmierten Gemeindeglieder darstellen.

### Neuer Altaraufsatz
Mit der besonderen Bedeutung des Konfirmations-Sonntags Palmarum hängt ein Element der Neugestaltung des Altars zusammen. Dieser hat bei der Renovierung 1938 einen Aufsatz erhalten, der durch die Metallbildhauerin Eva Dittrich erarbeitet wurde. Zu fünf kirchlichen Festtagen hat sie in Absprache mit Bernhard Hopp Szenen biblischer Motive in dünne Kupferblech-Reliefs getrieben.
Diese Festtagsreihe beginnt mit dem Einzug Jesu in Jerusalem, wie eine Abbildung des Altars von 1938 zeigt. Es folgen in der Reihenfolge der neutestamentlichen Erzählungen Weihnachten, Ostern, Himmelfahrt und Pfingsten. Das entspricht der Perikopenordnung, in der zum Beginn des Kirchenjahres, am 1. Sonntag im Advent, Matthäus 21,1–9  als Evangeliumstext gelesen wird. damit soll die Bedeutung von Advent = Ankunft Jesu herausgestellt werden. Dieselbe Evangeliumslesung ist dem Palmsonntag zugeordnet.

Ehemalige Kanzelreliefs von Eva Dittrich in der St.-Nicolaus-Kirche der Alsterdorfer Anstalten
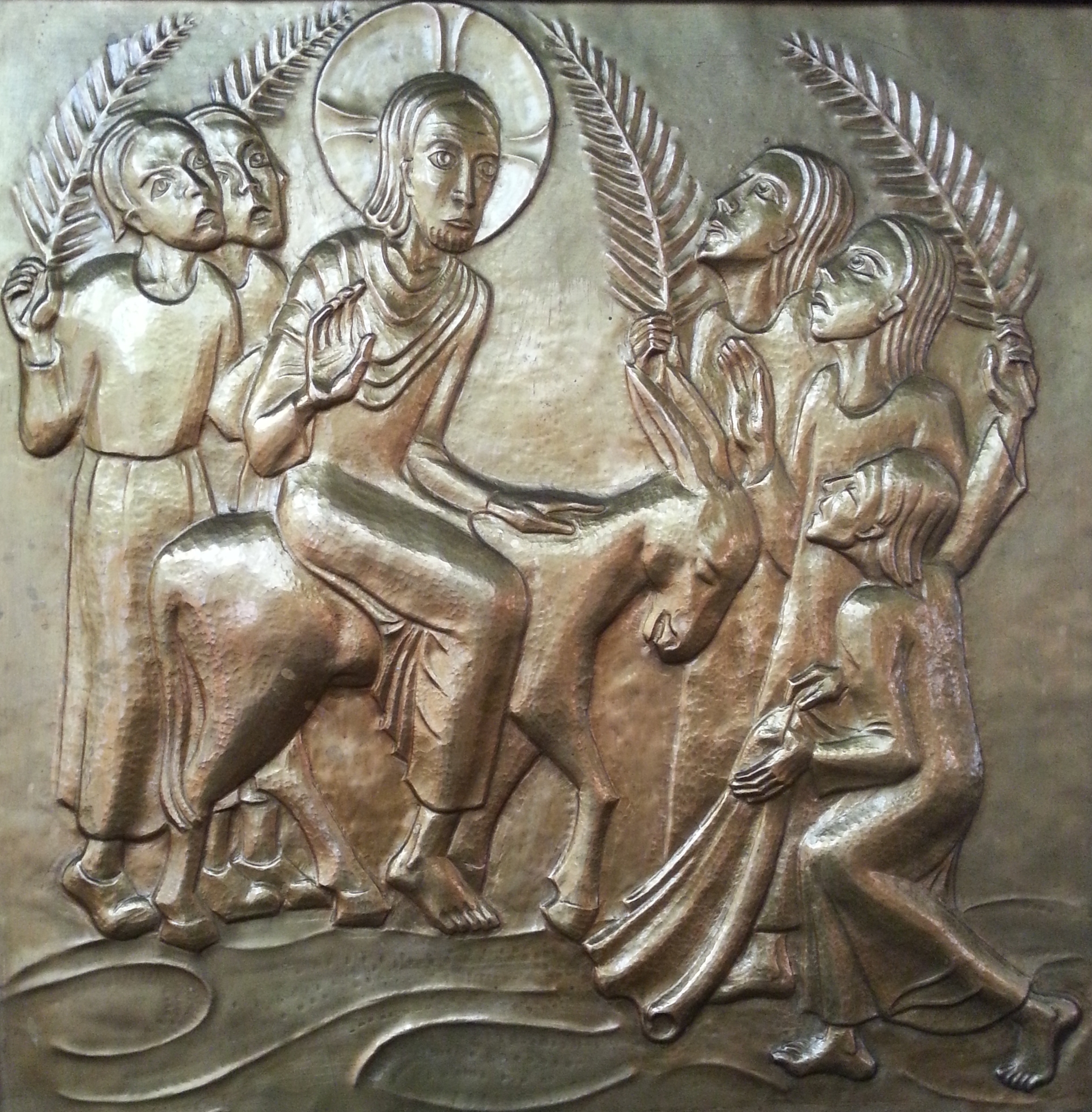
Palmarum
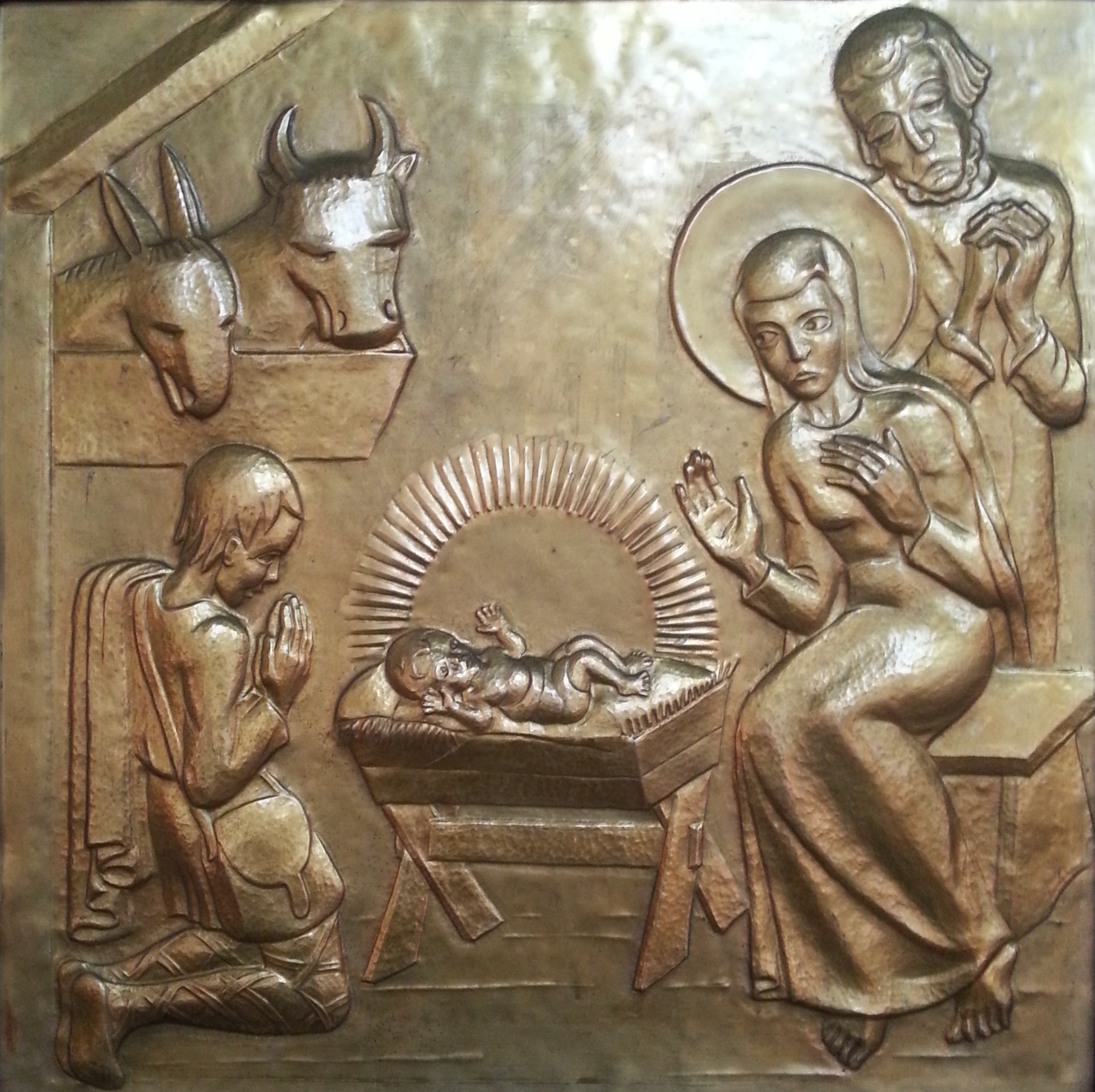
Weihnachten
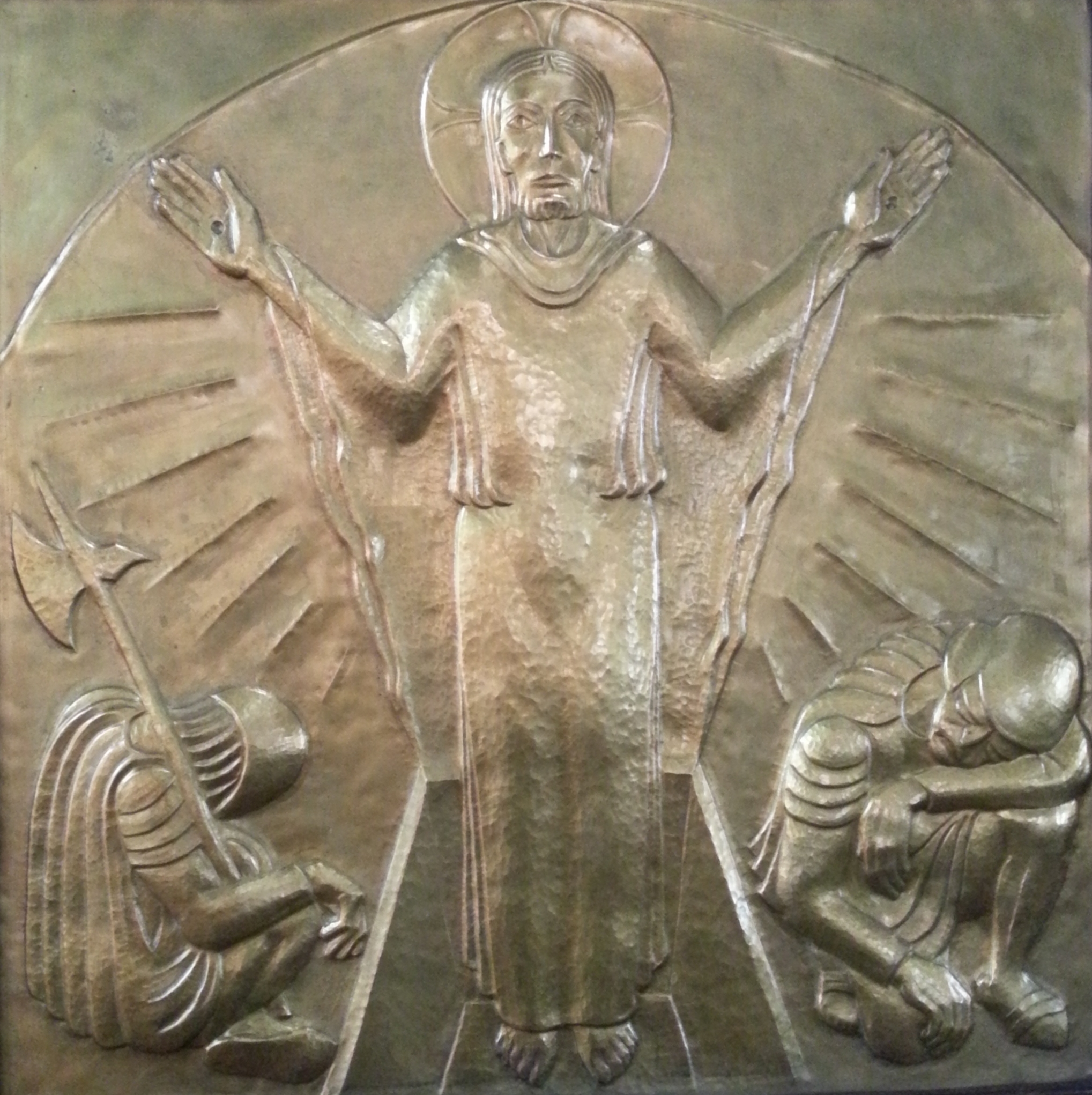
Ostern
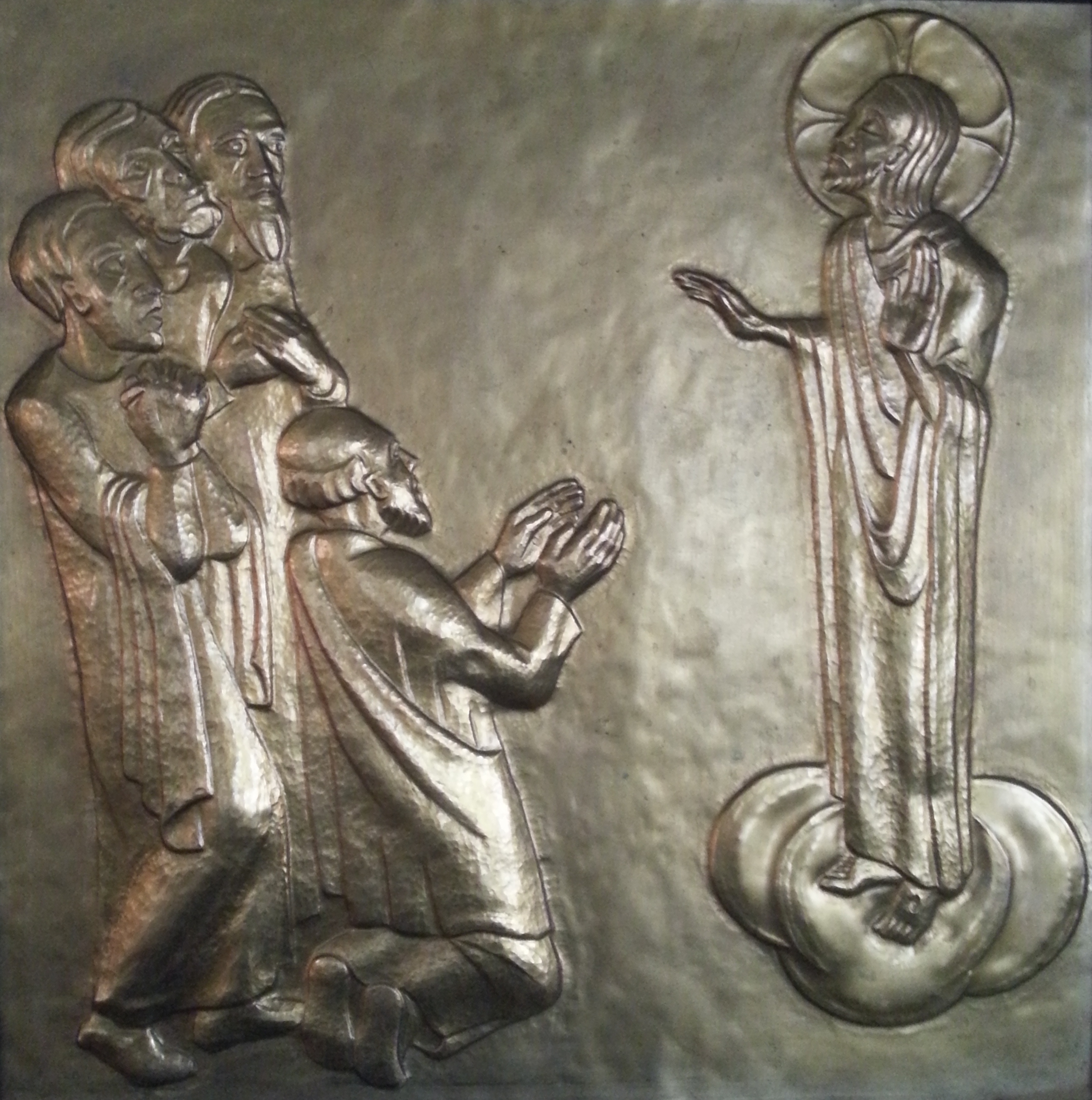
Himmelfahrt
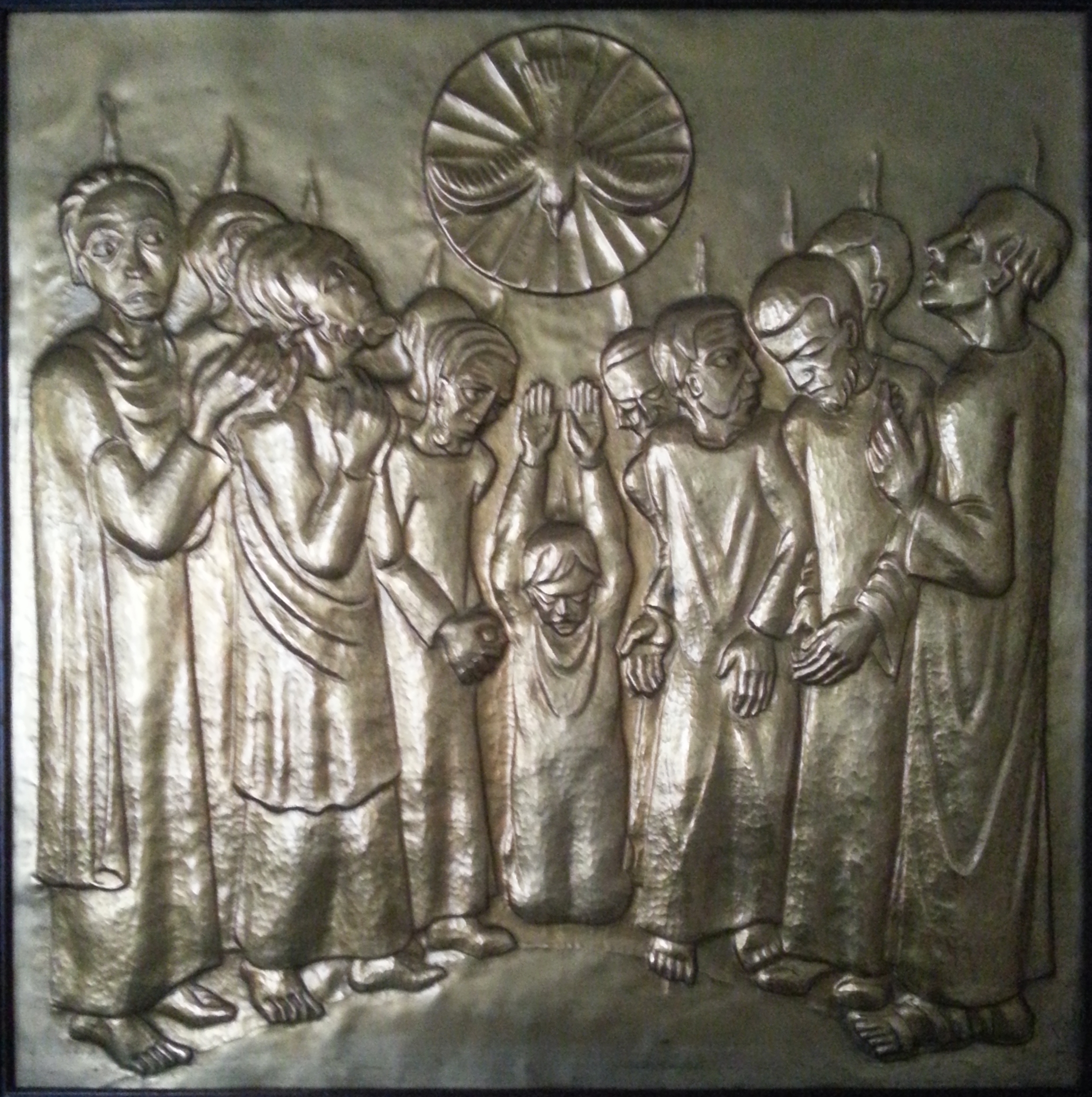
Pfingsten

## Umgestaltungen der Kirche
Die Feier des Abendmahls ist in evangelischen Kirchen sowohl rechtlich (seit den 1970er Jahren) als auch praktisch einem Wandel unterworfen, der Jüngeren kaum bewusst ist – und der zur Umgestaltung in zahlreichen Kirchen geführt hat. Voraussetzung der Abendmahls-Teilnahme ist allein die Taufe, und vielfach werden neue Formen praktiziert, die den Charakter als gemeinsame Sammlung um den Altar herum als ‚Tisch des Herrn‘ haben. In St. Nicolaus ist deshalb der durch eine umlaufende Stufe etwas erhöhte und gemauerte Altar durch einen mobilen Tisch ersetzt worden. Die zuvor praktizierte Anmeldung entfiel. Die fünf ehemaligen Altarreliefs wurden auf die Kassetten der Kanzel platziert, wobei die Reihenfolge chronologisch nach dem Kirchenjahr ‚korrigiert‘ wurde, so dass von links nach rechts umlaufend jetzt das Weihnachtsbild den Anfang macht.

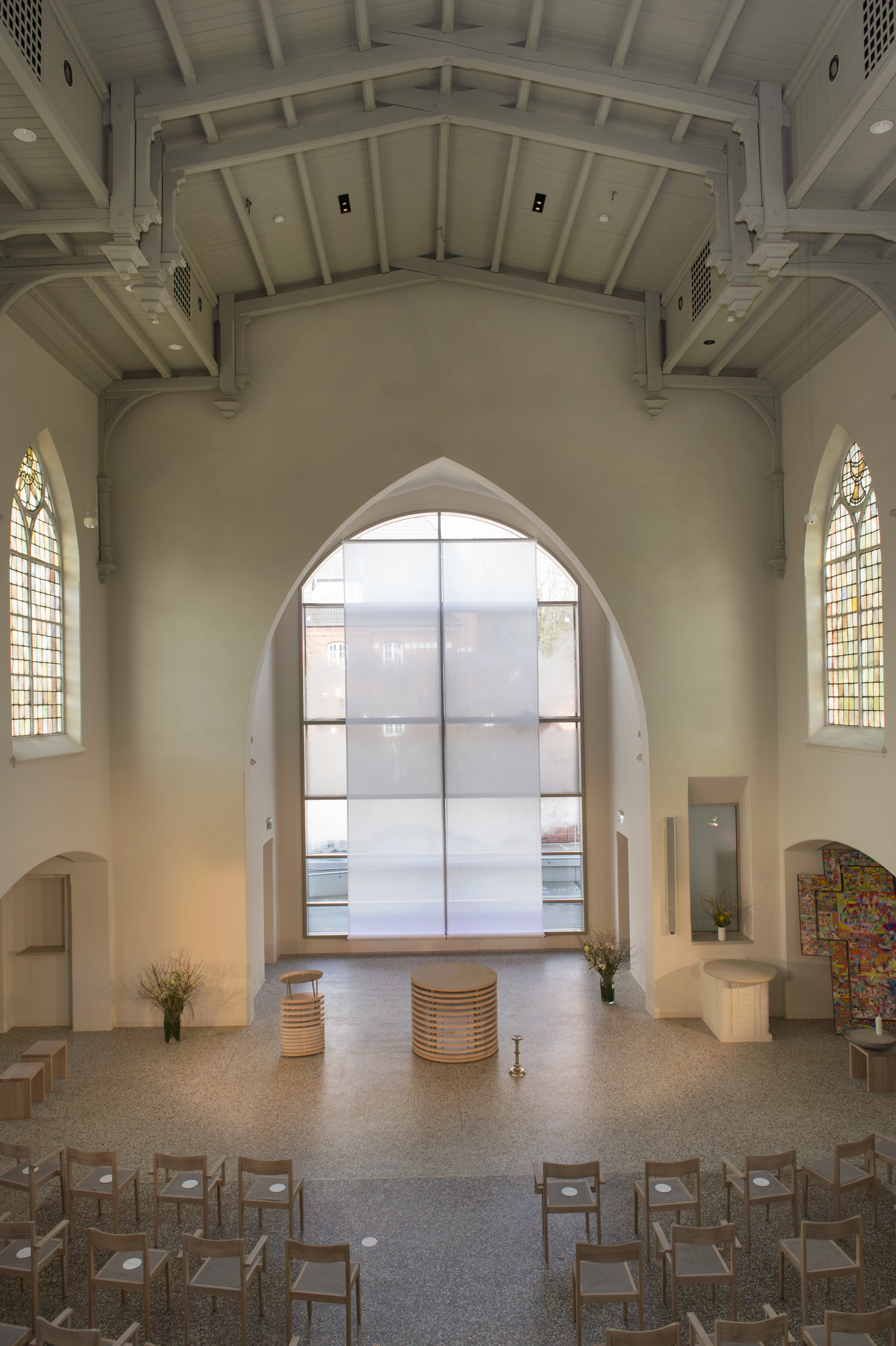
Innenraum St. Nicolaus (2022)

Aufgrund der Interpretation des Altar-Wandbildes sind mehrere Versuche unternommen worden, dessen den Raum bestimmende Sichtbarkeit zu verändern. Ein erster Versuch, mit einem Vorhang das Wandbild zu verdecken, wurde aufgegeben. Der Bauausschuss der Nordelbischen Kirche legte einerseits fest, dass das Ensemble von 1938 erhalten bleiben solle, aber durch ein alternatives Kunstwerk möglicherweise die Raumgewichtung neu vorgenommen werden könnte. Allerdings hat die von Klaus-Jürgen Luckey geschaffene Metallskulptur, die den kreuztragenden Christus auf seinem Leidensweg in der legendären Begegnung mit Veronica und deren Schweißtuch in Szene setzt, diese Erwartungen nicht erfüllt. Der dritte Versuch einer optischen Brechung war ein Kunstwerk eines Künstlers mit Behinderung. Es stellte im Vordergrund die Vielfalt des Universums dar und erlaubte aus dem Raum nur einen gebrochenen Durchblick auf das Wandbild. Heute (2022) ist der Altarraum offen.

## Barrierefreier Ausbau und Entfernung des Altar-Wandbildes

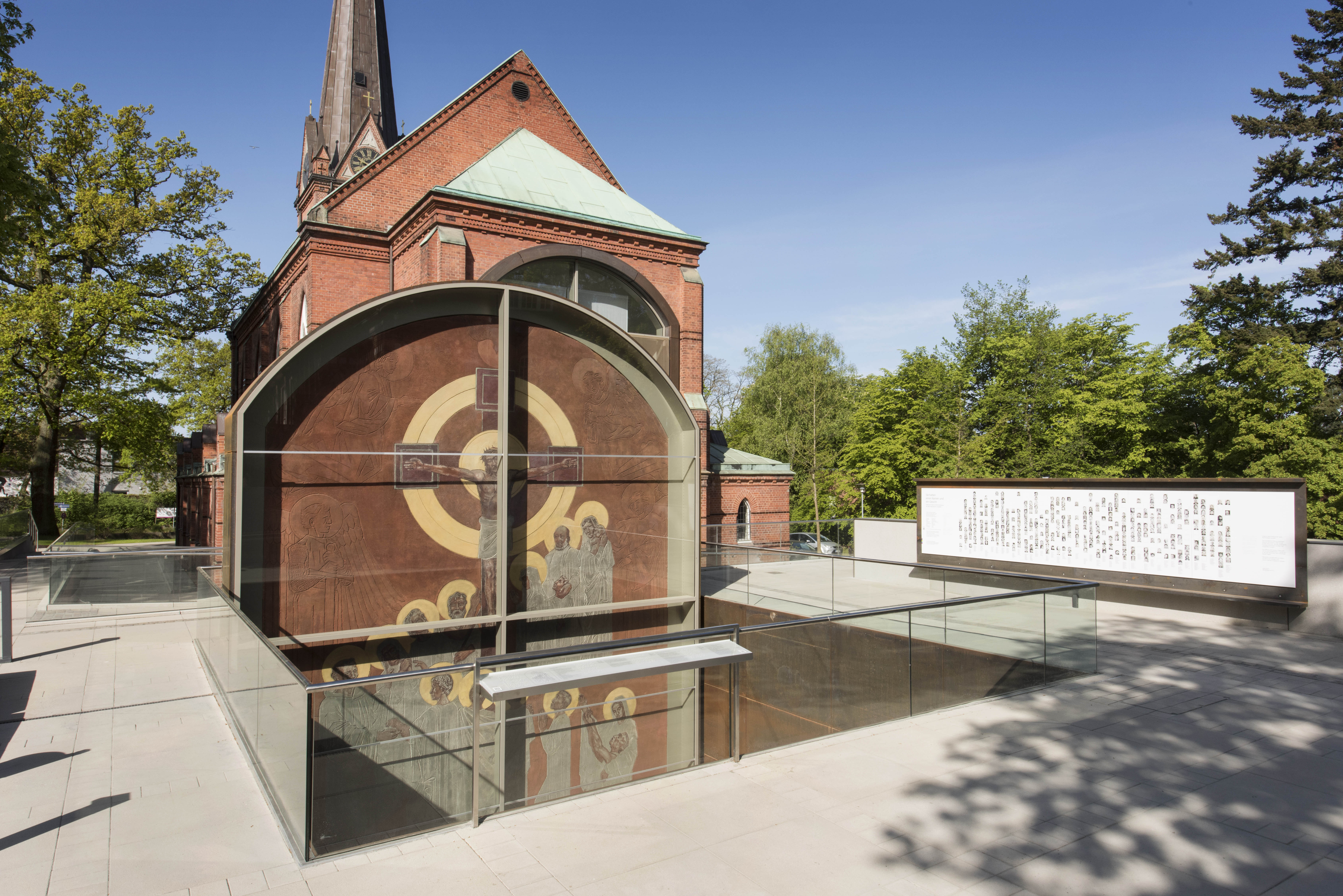
Das Altarbild im Lern- und Gedenkort

Nach langjähriger Planung entschied sich die Evangelische Stiftung Alsterdorf dazu, die rund 130 Jahre alte Kirche unter Berücksichtigung des Denkmalschutzes zu modernisieren und das problematische Altar-Wandbild zu entfernen. Das Wandstück mit dem Gemälde wurde im Mai 2021 herausgeschnitten und in einer eigenen Gedenkstätte in unmittelbarer Nähe zur Kirche positioniert. An diesem neu geschaffenen Lern- und Gedenkort wird die Geschichte der Stiftung und das Verständnis zu Menschen mit Behinderung im Laufe der Zeit spür- und erlebbar. Für den Lern- und Gedenkort wurde, unterstützt von Externen, ein Konzept entwickelt, das den heutigen Ansprüchen an das Gedenken, aber auch an das Lernen aus der Geschichte und den Anregungen zur Diskussion gerecht werden soll.
An der Stelle des Altar-Wandbildes befindet sich nun ein großes Glasfenster, das den Blick nach draußen auf den Lern- und Gedenkort eröffnet. Im Zuge der Sanierung wurden im Inneren der Kirche zudem grundlegende bauliche, altersbedingte Mängel beseitigt und eine größtmögliche Barrierefreiheit geschaffen. Mit beispielsweise einer rollstuhlgerechten Zuwegung, dem Einbau automatisierter Türen, dem niveaugleichen Rückbau der Altarstufen, barrierefreien Sanitäranlagen sowie einem höhenverstellbaren Altar und Lesepult ist die Teilhabe an liturgischen Feiern oder auch Kultur- und Bildungsveranstaltungen künftig für Alle uneingeschränkt möglich.
Durch den Umbau des Innenraumes ist auch die Kanzel inklusive der Bilder entfernt worden, die 1938 von Eva Dittrich angefertigt wurden.
Die Kirche St. Nicolaus bildet den Ausgangspunkt der Straße der Inklusion, die aus sechs weiteren Gebäuden rund um die Kirche besteht. Der Weg zur Inklusion wird anhand dieser Gebäude sichtbar.

## Orgel
Im Jahr 1866 wurde eine Orgel, die zuvor bis 1863 in der Brunsbütteler Jakobuskirche erklang, in die Vorgängerkapelle der St. Nicolaus-Kirche umgesetzt. Dieses Instrument, von der Brunsbütteler Jakobuskirche von einem noch rätselhaften Herrn Hans Jürgen Pape für 500 mk erworben (es handelte sich nicht um die Stellwagen-Orgel aus der Glücksstädter Schlosskapelle!) wurde mit dem Neubau der St. Nicolaus-Kirche an die Hamburger St. Jacobi-Gemeinde veräußert. Der reich verzierte Barockprospekt diente als Grundlage für ein neues Instrument für deren 1860 erbauten Kapelle auf dem neuen St. Jacobi-Friedhofes in Eilbek (später Osterkirche in Hamburg-Eilbek). 1895 erfolgte durch Ernst Röver in der neuen St. Nicolaus-Kirche ein Neubau, der 1930/1935 durch einen unbekannten Orgelbauer um drei Register erweitert wurde. Emanuel Kemper & Sohn führte 1952 einen Umbau durch. Die heutige Orgel stammt aus dem Jahr 1963 und wurde von Walcker & Cie. als opus 4461 gebaut und 1989 von Claus Sebastian renoviert und umgebaut. Das Instrument verfügt über 25 Register, die sich auf drei Manuale und Pedal verteilen. Spiel- und Registertrakturen sind mechanisch. Die Disposition lautet:
| I Rückpositiv C– |          |
| Gedackt          | 8′       |
| Praestant        | 4′       |
| Blockflöte       | 4′       |
| Oktave           | 2′       |
| Sesquialtera II  |          |
| Rauschquinte II  | 1 ⁄3′+1′ |
| Scharf IV        | 1′       |
| Krummhorn        | 8′       |
| Tremulo          |          |

| II Hauptwerk C– |     |
| Grobgedeckt     | 16′ |
| Praestant       | 8′  |
| Oktave          | 4′  |
| Flachflöte      | 2′  |
| Mixtur VI–VIII  | 2′  |
| Trompete        | 8′  |

| III Brustwerk schwellbar C– |       |
| Rohrflöte                   | 8′    |
| Nachthorn                   | 4′    |
| Prinzipal                   | 2′    |
| Quinte                      | 1 ⁄3′ |
| Rankett                     | 16′   |

| Pedal C–      |       |
| Subbass       | 16′   |
| Offenbass     | 8′    |
| Weidenpfeife  | 8′    |
| Piffaro II    | 4′+2′ |
| Rauschbass IV |       |
| Fagott        | 16′   |

- Koppeln: I/II, III/I, I/P, II/P, III/P